# 旺迪耶尔 (埃纳省)
旺迪耶尔（法語：Vendières，法語發音：[vɑ̃djɛʁ]）是法国上法兰西大区埃纳省的一个市镇，属于蒂耶里堡区。

## 地理
旺迪耶尔（48°52'15"N, 3°26'49"E）面积12.35 平方千米，位于法国上法蘭西大區埃纳省，该省份为法国北部内陆省份，北起北部省，西接索姆省和瓦兹省，东临阿登省和马恩省，西南至塞纳-马恩省，东北部与比利时接壤。
与旺迪耶尔接壤的市镇（或旧市镇、城区）包括：莱皮讷欧布瓦、维耶勒迈松、蒙多凡、韦尔德洛、布里地区迪斯和莫兰。

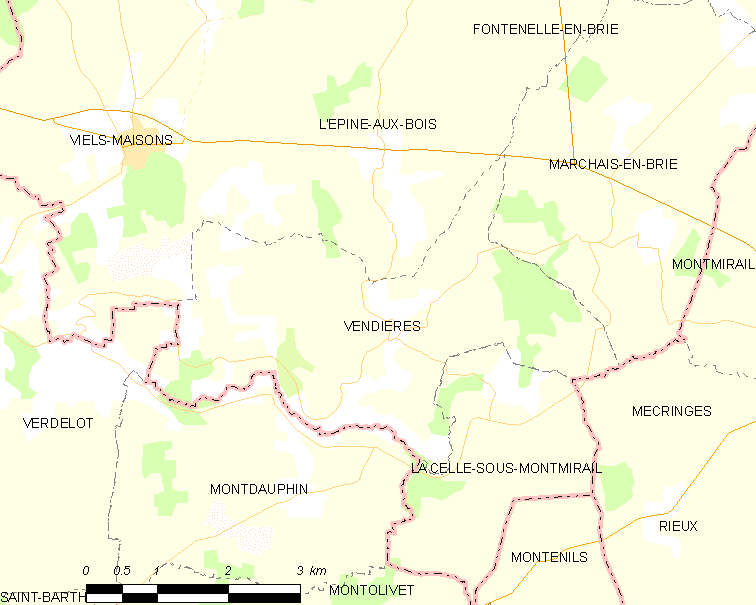
的OSM定位图

旺迪耶尔的时区为UTC+01:00、UTC+02:00（夏令时）。

## 行政
旺迪耶尔的邮政编码为02540，INSEE市镇编码为02777。

## 政治
旺迪耶尔所属的省级选区为马恩河畔埃索姆县。

## 人口

1962-2008年间人口变化图示

旺迪耶尔于2022年1月1日时的人口数量为129人。